# Long Khánh A
Long Khánh A là một xã thuộc huyện Hồng Ngự, tỉnh Đồng Tháp, Việt Nam.

## Địa lý
Xã Long Khánh A nằm gần trung tâm huyện Hồng Ngự, có vị trí địa lý:
- Phía đông giáp xã Long Khánh B
- Phía tây, nam giáp xã Long Thuận
- Phía bắc giáp thành phố Hồng Ngự và thị trấn Thường Thới Tiền, xã Thường Lạc.

Xã Long Khánh A có diện tích 19,57 km², dân số năm 1999 là 17.757 người, mật độ dân số đạt 97 người/km².

## Lịch sử
Quyết định 41-HĐBT ngày 22 tháng 04 năm 1989 của Hội đồng Bộ trưởng, chia xã Long Khánh cũ thành 2 xã lấy tên là xã Long Khánh A và xã Long Khánh B.
Nghị định 08/NĐ-CP ngày 23 tháng 12 năm 2008 của Chính phủ, xã Long Khánh A thuộc huyện Hồng Ngự.

## Du lịch
Ngoài ra xã còn nhiều điểm du lịch như: Cồn Long Khánh, làng nghề dệt choàng Long Khánh,...